# Svarthuvad pitohui
Svarthuvad pitohui (Pitohui dichrous) är en sångfågel i familjen gyllingar endemisk för Nya Guinea.

## Utseende och läte
Svarthuvad pitohui är en medelstor tätting med orangefärgad kropp och svart på huvud, bröst, vingar och stjärt. Fågeln är mycket lik vissa former hos både nordlig pitohui och sydlig pitohui men ses vanligen på högre höjd. Den särskiljs lättast genom de vanligen mörkare lätena, en komplex blandning av låga, gyllinglika visslingar, ylningar och klickande ljud. Vissa av lätena återges som "pi-to-hui", därav namnet.

## Utbredning och systematik
Svarthuvad pitohui behandlas antingen som monotypisk eller delas in i två underarter med följande utbredning:
- Pitohui dichrous dichrous – förekommer i bergstrakter på norra Nya Guinea samt på ön Yapen
- Pitohui dichrous monticola – förekommer i bergstrakter på centrala Nya Guinea

## Levnadssätt
Svarthuvad pitohui hittas i skogar och skogsbryn i förberg och lägre bergstrakter. 

## Giftighet
Arten och två av dess nära släktingar var de första dokumenterade giftiga fåglarna. Nervgiftet batrachotoxin som finns i fågelns skinn och fjädrar orsakar parestesi vid beröring. Den svarthuvade pitohuin får sitt gift från att äta skalbaggar i familjen borstbaggar, vilket också tros ge pilgiftsgrodan dess gift.

## Status
Fågeln listas som livskraftig av IUCN då den är vanlig och utbredd på Nya Guinea.

## Namn
Pitohui är ett papuanskt namn för Pitohui kirhocephalus.